# فرايدي أهونانيا
فرايدي أهونانيا (بالإنجليزية: Friday Ahunanya)‏ مواليد 19 نوفمبر 1971 في بورت هاركورت، هو ملاكم نيجيري يصنف ضمن فئة الوزن الثقيل.

## المسيرة الاحترافية
من نزالاته:
- خسر أمام ألكسندر بوفيتكين (2006/04/22).
- خسر أمام سلطان إبراهيموف بقرار فني (2005/09/16).

## إحصائيات
خاض خلال مسيرته 36 نزالا، فاز في 24 وتعادل في 3 وخسر في 8. فاز بالضربة القاضية في 13 نزالا.

## روابط خارجية
- فرايدي أهونانيا على موقع بوكس ريك (الإنجليزية) (registration required)